# Barnhart
Barnhart és una concentració de població designada pel cens dels Estats Units a l'estat de Missouri. Segons el cens del July 2007 tenia 6.631 habitants.

## Demografia
Segons el cens del 2000, Barnhart tenia 6.108 habitants, 1.962 habitatges, i 1.663 famílies. La densitat de població era de 458,8 habitants per km².
Dels 1.962 habitatges en un 48,8% hi vivien nens de menys de 18 anys, en un 70,8% hi vivien parelles casades, en un 9,1% dones solteres, i en un 15,2% no eren unitats familiars. En l'11,2% dels habitatges hi vivien persones soles el 2,1% de les quals corresponia a persones de 65 anys o més que vivien soles. El nombre mitjà de persones vivint en cada habitatge era de 3,08 i el nombre mitjà de persones que vivien en cada família era de 3,31.
Per edats la població es repartia de la següent manera: un 30,9% tenia menys de 18 anys, un 8,8% entre 18 i 24, un 34,4% entre 25 i 44, un 20,8% de 45 a 60 i un 5,1% 65 anys o més.
L'edat mediana era de 32 anys. Per cada 100 dones de 18 o més anys hi havia 100 homes.
La renda mediana per habitatge era de 56.559 $ i la renda mediana per família de 59.189 $. Els homes tenien una renda mediana de 41.758 $ mentre que les dones 28.630 $. La renda per capita de la població era de 20.940 $. Entorn del 0,9% de les famílies i el 2,6% de la població estaven per davall del llindar de pobresa.

## Poblacions més properes
El següent diagrama mostra les poblacions més properes.